# Москони, Маттиа
Ма́ттиа Моско́ни (итал. Mattia Mosconi; родился 26 марта 2007) — итальянский футболист, нападающий юношеской команды клуба «Интернационале».

## Клубная карьера
Воспитанник футбольной академии клуба «Интернационале», за которую выступает с 2015 года. 2 мая 2023 года подписал с клубом свой первый профессиональный контракт.

## Карьера в сборной
Выступал за сборные Италии до 15, до 16 и до 17 лет.
В 2024 году был капитаном сборной Италии до 17 лет на юношеском чемпионате Европы на Кипре, забив гол в матче против Польши 21 мая. Итальянцы одержали победу на турнире.

## Достижения
- Чемпион Европы до 17 лет: 2024